# 巴伐利亞的瑪麗·索菲
巴伐利亞的瑪麗亞·蘇菲亞（德語：Marie Sophia in Bayern，1841年10月4日—1925年1月19日）是两西西里王国王后和巴伐利亚王国的女公爵。她的丈夫是两西西里末代国王弗朗切斯科二世。
瑪麗亞·蘇菲亞是巴伐利亚的馬克斯公爵和露多維卡公主的第六个孩子。她的姐姐包括著名的奥地利皇后伊丽莎白。
1859年，她在意大利巴里和弗朗切斯科结婚。1861年3月，维托里奥·埃马努埃莱二世领导下的薩丁尼亞王國军队攻占加埃塔，两西西里王国灭亡。瑪麗亞·蘇菲亞和丈夫流亡到罗马并背着患有包莖的弗朗切斯科在1862年诞下一名私生女。产女一年后，她把事实告诉了弗朗切斯科，夫妇的关系得到改善。弗朗切斯科动了手术后，他和玛麗亞·蘇菲亞终于在婚后十年诞下一个女儿。玛丽亚·克里斯蒂娜·皮娅公主卻活了三个月便夭折。